# 毕军 (1972年)
毕军（1972年3月21日—2019年2月18日），清华大学教授，计算机专家，中共党员，任中华人民共和国教育部2016年度“长江学者”特聘教授。

## 生平
毕军本科、博士毕业于清华大学计算机系，曾赴美国留学，2003年起在清华大学工作。